# Sallagosa
Sallagosa (francès: Saillagouse) és una comuna de la Catalunya del Nord, a la comarca de l'Alta Cerdanya. Administrativament, pertany a l'Estat francès.
La comuna actual també comprèn els pobles de Ro i Vedrinyans, que foren independents fins a l'any 1822.
Antigament fou un lloc important. Arribà a ser capital de la vegueria de Cerdanya i, fins al 2015, de l'antic Cantó de Sallagosa.
El gentilici és sallagosard, sallagosarda.
La dita diu: Sallagosa, camisa merdosa i A Sallagosa, amb gran tabola, ballen folls, a la farandola i Sallagosa, la perla de la Cerdanya.

## Etimologia
L'etimologia més probable d'aquest nom és el mot pre-llatí Salico, que significa salze, al qual es va afegir el sufix col·lectiu -osa. El conjunt designa, per tant, un lloc on hi ha nombrosos salzes.

## Geografia

### Localització i característiques generals
El terme comunal de Sallagosa, de 113.500 hectàrees d'extensió, és situat en plena plana cerdana, gairebé al centre de la comarca de l'Alta Cerdanya. És un terme del tot envoltat per altres comunes cerdanes.
El terme de Sallagosa té una forma particular. D'una banda, al nord, més de dos terços del terme, es troba la vall del Segre, i, al nord, la del Rec de la Ribera d'Eina, amb els contraforts que separen la vall del Segre de la del seu afluent, el Rec de l'Angust. Encara, a la part occidental, hi ha el curs de la Ribera d'Er, en una zona molt plana. Aquestes unitats geogràfiques formen un conjunt aproximadament rectangular molt irregular, esbiaixat de sud-oest a nord-est, que té el poble de Sallagosa en una zona més o menys central. És una zona plana, que va dels prop de 1.535 m alt dels Plans Balladors, al nord-est, fins als 1.250 del Pla d'Avall. Com si fos un llarg apèndix cap al sud-est des del poble, es troba l'estreta vall del Rec de les Deveses, que arriba fins a la zona de Segalera, als 2.161,9 metres d'altitud, indret de més altitud del terme, en un contrafort nord-occidental del Puig de Coma Dolça i del Puigmal de Llo. El punt més baix del terme és la llera del Segre, a la seva sortida del terme cap al d'Estavar, a 1.232,3 m alt. El poble de Sallagosa és a 1.300, Vedrinyans a 1.390, i Ro a 1.276,5.
Termes municipals limítrofs:
| Estavar                 | Font-romeu, Odelló i Vià | Eina |
| Llívia (Baixa Cerdanya) |                          | Llo  |
| Santa Llocaia           | Er                       |      |

.

### El poble de Sallagosa

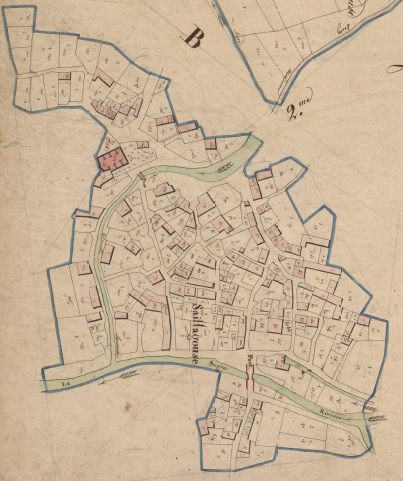
Sallagosa en el Cadastre Napoleònic del 1812 (Arxius Departamentals dels Pirineus Orientals, ADPO)

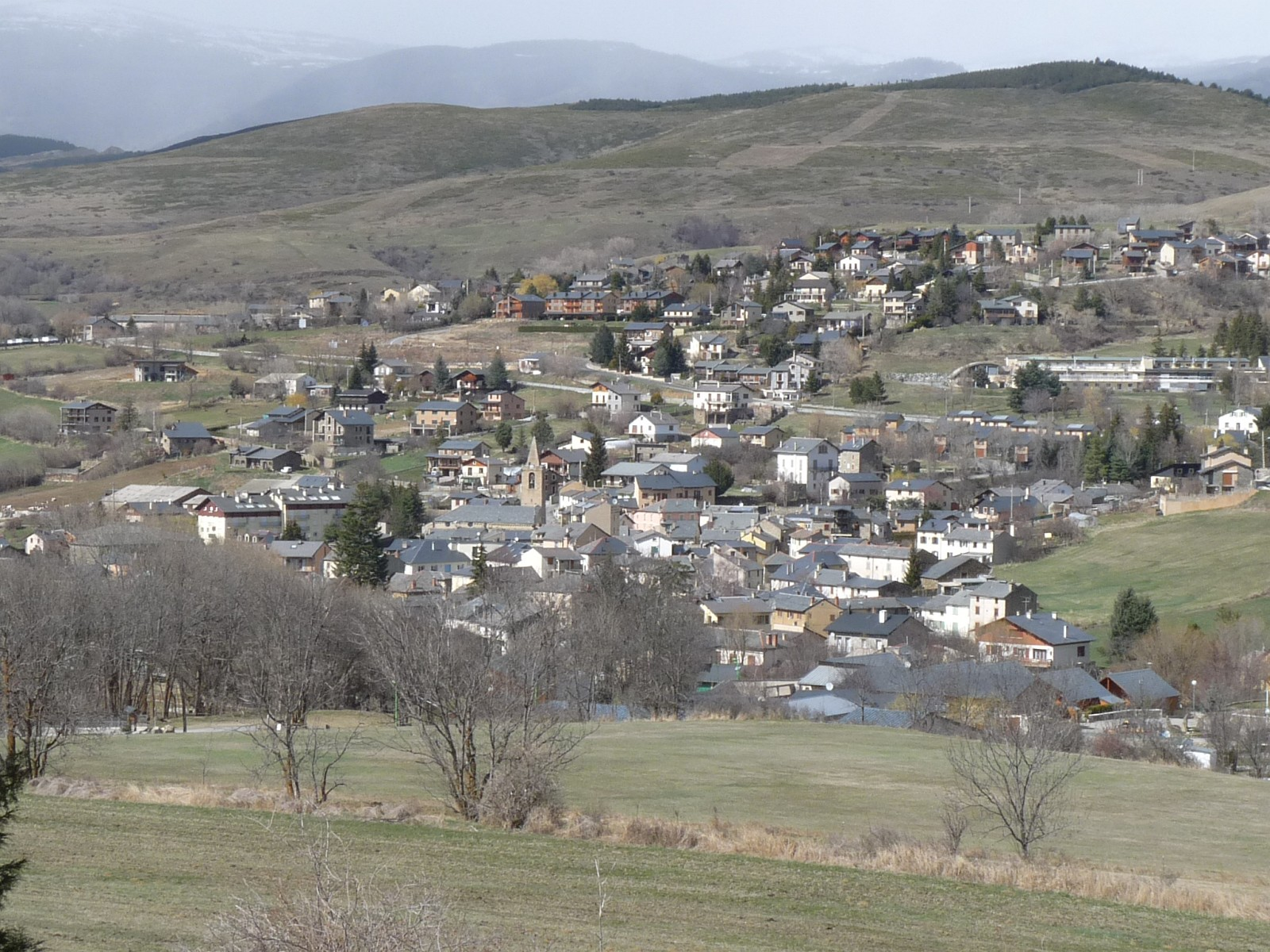
Sallagosa des de Vedrinyans

Situat pràcticament en el centre del seu terme comunal, Sallagosa és a la cruïlla de vies de comunicació de la comarca de l'Alta Cerdanya, de la qual actua com a cap comarcal. Està situada majoritàriament a la dreta del Segre, que discorre lleugerament al sud del nucli antic de la població. Tanmateix, el Sallagosa modern s'ha estès també a l'esquerra del riu, on es troben, per exemple, les escoles, el camp de rugbi i futbol i altres edificis comunals, com la Casa del Comú.
L'església parroquial de Santa Eugènia està situada a l'extrem nord del nucli antic de la població, en una posició molt poc més elevada que la resta de la població.

### Ro

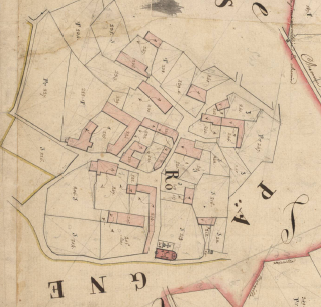
Ro en el Cadastre Napoleònic del 1812 (ADPO)

El poble de Ro és al centre de la plana del terme de Sallagosa del costat occidental del terme també a l'oest del cap comunal. És a cosa d'un quilòmetre i mig en línia recta seu, al peu de la carretera D - 33, que uneix Sallagosa amb Llívia. És un poble petit, amb a penes tres carrers, amb l'església, antigament parroquial, de Sant Antoni Abat en el seu extrem meridional, a peu de carretera. Constituït en municipi el 1790, Ro va ser annexat, com Vedrinyans, a la comuna de Sallagosa el 13 de març del 1822.

### Vedrinyans

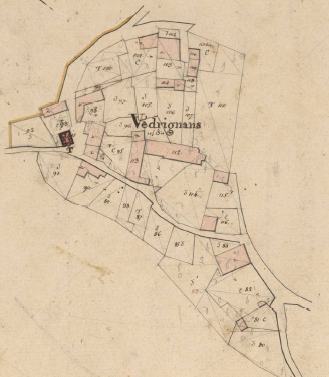
Vedrinyans en el Cadastre Napoleònic del 1812 (ADPO)

Vedrinyans és situat al sud-est de Sallagosa, a quasi un quilòmetre del centre del seu nucli vell i a penes a 500 metres de les primeres cases. És al centre del lloc on comença, cap al sud-est, el llarg apèndix del terme de Sallagosa que s'enfila cap als contraforts pirinencs. És a la dreta, a certa distància, del Rec de Vedrinyans, aigües amunt anomenat Rec de les Deveses. És un nucli petit, amb les cases distribuïdes a l'entorn de la carretera que hi porta des del cap comunal, i l'església de Santa Eugènia en el seu extrem nord-oest.

## Transports i comunicacions

### Carreteres
Sallagosa està molt ben comunicada, alhora que és un petit centre neuràlgic de les comunicacions de la Cerdanya. Situada al bell mig de la plana cerdana, travessen el terme de Sallagosa fins a quatre carreteres, a més de tocar, en el límit oriental, la carretera N - 154 (N - 152, a Puigcerdà - Límit entre Llívia i Sallagosa).
La carretera més important és la N - 116 (Perpinyà - La Guingueta d'Ix), la carretera que fa d'enllaç bàsic del Conflent i l'Alta Cerdanya. Aquesta carretera, que passa ran de la riba dreta de la Tet, permet arribar a Perpinyà en 94,7 quilòmetres. Per aquesta carretera, Sallagosa dista, citant només els pobles i viles a peu de carretera, 13,4 de la Cabanassa, 17,2 km de Fetges, 24,9 km de Fontpedrosa, 28,8 km de Toès, 35,1 km d'Oleta, 39,7 km de Serdinyà, 44,6 km de Vilafranca de Conflent, 49,8 km de Rià, 50,7 km de Prada, 58 km de Marqueixanes, 61,3 km de Vinçà, 64,4 km de Rodès i 66,1 km de Bulaternera. Des de Bulaternera, la carretera té forma d'autovia i va directa a Perpinyà. En direcció oest, Montlluís és a 9 quilòmetres de la Guingueta d'Ix, on enllaça amb dues carreteres, una cap a Puigcerdà, on arriba en 2,1 quilòmetres més, i la Baixa Cerdanya, i l'altra cap a bona part de l'Alta Cerdanya i Acs, a l'Arieja.
A part, hi ha tres altres carreteres: la D - 29 (Eina - Odelló), que travessa breument l'extrem nord del terme de Sallagosa, i la D - 33 (N - 116, al Coll de la Perxa - Estavar), amb les seves variants, D - 33a (N - 116, a Sallagosa - Er) i D - 33c (D - 33, a Sallagosa - N - 154). Encara, s'hi troba la carretera local de Sallagosa a Vedrinyans.

### Ferrocarril
Sallagosa té estació del Tren Groc, Vilafranca de Conflent - la Tor de Querol, l'Estació de Sallagosa. És a prop del poble, al seu costat oest. Cal destacar que aquesta estació, situada a 1.301,5 m alt, és el punt d'arrencada de la forta pujada fins als 1.591 m alt, a l'Estació de Bolquera-Eina, propera al Coll de la Perxa.

### Transport públic col·lectiu
Per Sallagosa passa la línia 260, que uneix Perpinyà amb la Cerdanya passant per Prada, fins on es directa des de la capital del Rosselló, Rià, Vilafranca de Conflent, Serdinyà, Oleta, Toès, Fontpedrosa, Fetges, Montlluís, Bolquera, Font-romeu, Èguet, Targasona, Angostrina, Vilanova de les Escaldes, Ur, Enveig, la Tor de Querol, la Cabanassa, Sallagosa, Er, Naüja, Oceja, la Guingueta d'Ix, Ur (fent un bucle a l'Alta Cerdanya), Enveig, la Tor de Querol, Porta i Portè. Aquesta línia circula de dilluns a dissabte amb quatre serveis diaris en direcció a la Cerdanya i cinc en direcció a Perpinyà, més un servei diari extra divendres i dissabte i tres serveis en cada direcció el diumenge.

### Edat Contemporània
Entre el 1974 i el 1984, el terme comunal de Llo fou annexat al de Sallagosa, en un moviment d'agrupacions de comunes que n'afectà diverses a tota la Catalunya del Nord, però el 1984 fou revertida l'annexió, i Llo esdevingué altre cop comuna independent.

## Demografia

### Demografia antiga
La població està expressada en nombre de focs (f) o d'habitants (h)
| 23 f | 13 f | 12 f | 14 f | 92 f | 44 f | 369 h | 386 h | 362 h | 82 f |

(Fonts: Pélissier, 1986.)
Nota:
- 1365: dels quals, 4 f per a Crosells.

### Demografia contemporània
Entre els anys 1974 i 1984, el padró d'habitants de Sallagosa tenia incorporat el de Llo, que recuperà la independència comunal aquell any.
| Evolució de la població |      |      |      |      |      |      |      |      |
| 1793                    | 1800 | 1806 | 1821 | 1831 | 1836 | 1841 | 1846 | 1851 |
| 333                     | 311  | 360  | 347  | 505  | 631  | 646  | 640  | 605  |

| 1856 | 1861 | 1866 | 1872 | 1876 | 1881 | 1886 | 1891 | 1896 |
| ---- | ---- | ---- | ---- | ---- | ---- | ---- | ---- | ---- |
| 607  | 549  | 608  | 593  | 540  | 579  | 578  | 548  | 521  |

| 1901 | 1906 | 1911 | 1921 | 1926 | 1931 | 1936 | 1946 | 1954 |
| ---- | ---- | ---- | ---- | ---- | ---- | ---- | ---- | ---- |
| 530  | 576  | 518  | 504  | 520  | 507  | 506  | 518  | 515  |

| 1962 | 1968 | 1975 | 1982 | 1990 | 1999 | 2005 | 2010  | 2015  |
| ---- | ---- | ---- | ---- | ---- | ---- | ---- | ----- | ----- |
| 548  | 728  | 875  | 879  | 825  | 820  | 971  | 1.035 | 1.101 |

| 2016  |
| ----- |
| 1.101 |

Fonts: Ldh/EHESS/Cassini fins al 1999, després INSEE a partir deL 2004

### Evolució de la població

Població 1962-2008

## Administració i política

### Batlles

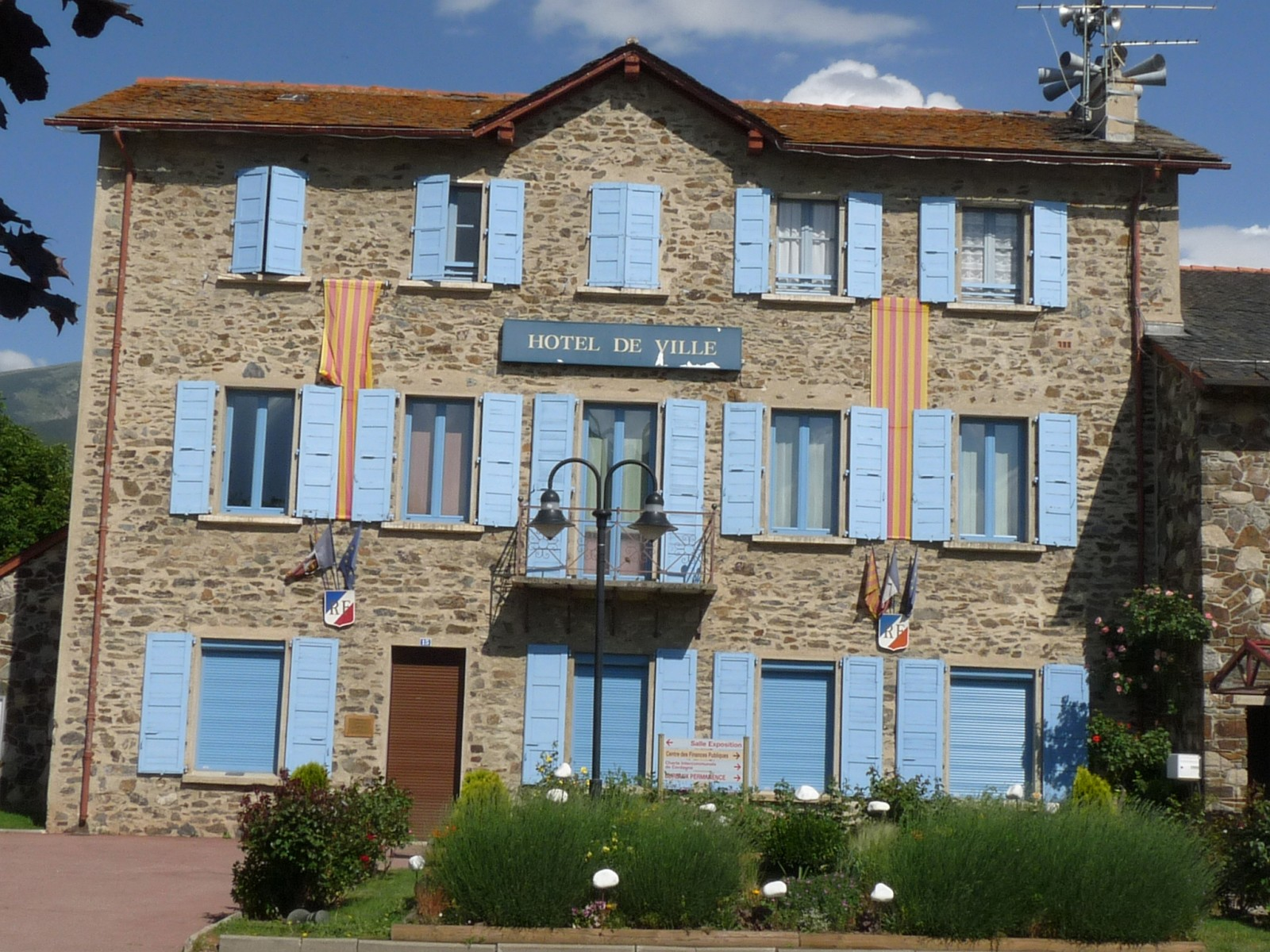
La Casa del Comú de Sallagosa

| Alcalde             | Període                          | Càrrecs                                                                       |
| ------------------- | -------------------------------- | ----------------------------------------------------------------------------- |
| Bonaventure Vigo    | 1870 - 1878                      | Veguer d'Andorra                                                              |
| Bonaventure Fort    | 1871 - 1878                      |                                                                               |
| Bonaventure Vigo    | 1878 - 1884                      | Veguer d'Andorra                                                              |
| Antoine Rogé        | 1884 - 1921                      |                                                                               |
| Paul Rogé           | 1921 - 1925                      |                                                                               |
| Isidore de Montella | 1925 - 1933                      |                                                                               |
| Georges Clerc       | 1933 - 1935                      |                                                                               |
| Henri Planes        | 1935 - 1945                      |                                                                               |
| Willian Duran       | 1945 - 1952                      | Gauche (esquerra)                                                             |
| Antoni Cayrol       | 1952 - 1953                      | PCF. Escriptor, de primer carnisser a Sallagosa, després llibreter a Perpinyà |
| François Ester      | 1953 - 1992                      |                                                                               |
| Jean de Maury       | Octubre del 1992 - Juny del 1995 |                                                                               |
| George Armengol     | Juny del 1995 - Moment actual    | Conseller general President de la Comunitat de Comunes Pirineus - Cerdanya    |

### Legislatura 2014 - 2020

#### Batlle
- George Armengol, batlle.

#### Adjunts al batlle[16]
- 1a: Sophie Baudart - Bazán
- 2n: Laurent Sanna.

#### Consellers municipals
- Claude Alazet
- Claudine Caillous
- Alain Cayzac
- Laetitia Cruz - Gramoli
- Roger Domènech
- Brigitte Farrero
- Mariano García
- Corinne Mahot - Tropée
- Manuel Morales
- Serge Rannou
- Christian Sánchez
- Joelle Urrutia - Calvet.

### Adscripció cantonal
Des de les eleccions cantonals del 2015, Sallagosa forma part del Cantó dels Pirineus Catalans.

### Serveis comunals mancomunats
Sallagosa és la capital de la Comunitat de comunes Pirineus Cerdanya. També hi pertanyen Angostrina i Vilanova de les Escaldes, Dorres, Enveig, Èguet, Er, Estavar, la Guingueta d'Ix, Llo, Naüja, Oceja, Palau de Cerdanya, Porta, Portè, Santa Llocaia, Targasona, La Tor de Querol, Ur i Vallcebollera.

## Ensenyament i Cultura
Sallagosa, per la seva importància local, és de les poblacions que conserven l'escola pública, en els nivells de maternal i primària. Els infants de Sallagosa poden assistir també a l'escola d'Er, també pública. Els estudis de secundària es poden cursar en els col·legis de Font-romeu, Odelló i Vià, col·legi El Bosc, la Guingueta d'Ix, col·legi Cerdanya o Oceja, col·legi La Perla Cerdana, tots tres públics. Per al batxillerat, els liceus de referència són La Perla Cerdana, d'Oceja, que també té secció de batxillerat, el Liceu Climàtic i Esportiu Pierre de Coubertin, de Font-romeu i el Liceu Professional Agrícola, de caràcter privat, El Mas Blanc, de la Guingueta d'Ix.
Existeixen a Sallagosa fins a 38 associacions de tota mena, des d'esportives fins a un cercle de reflexió, passant per les de salvaguarda del patrimoni o acció social, entre les més destacades.

## Llocs d'interès
- Església de Santa Eugènia de Sallagosa, d'origen romànic, tot i que molt transformada.

## Persones il·lustres
- Jordi Pere Cerdà (Antoni Cayrol) (1920 - 2011), escriptor i dramaturg en llengua catalana, promotor cultural
- Georgette Clerc (1912 - 1986), militant comunista i membre de la resistència
- Alexandre Josep Oliva (1823 - 1890), escultor
- Bonaventura Vigo (1836 - 1886), batlle de Sallagosa, i primer veguer d'Andorra.